# Dominique Simone

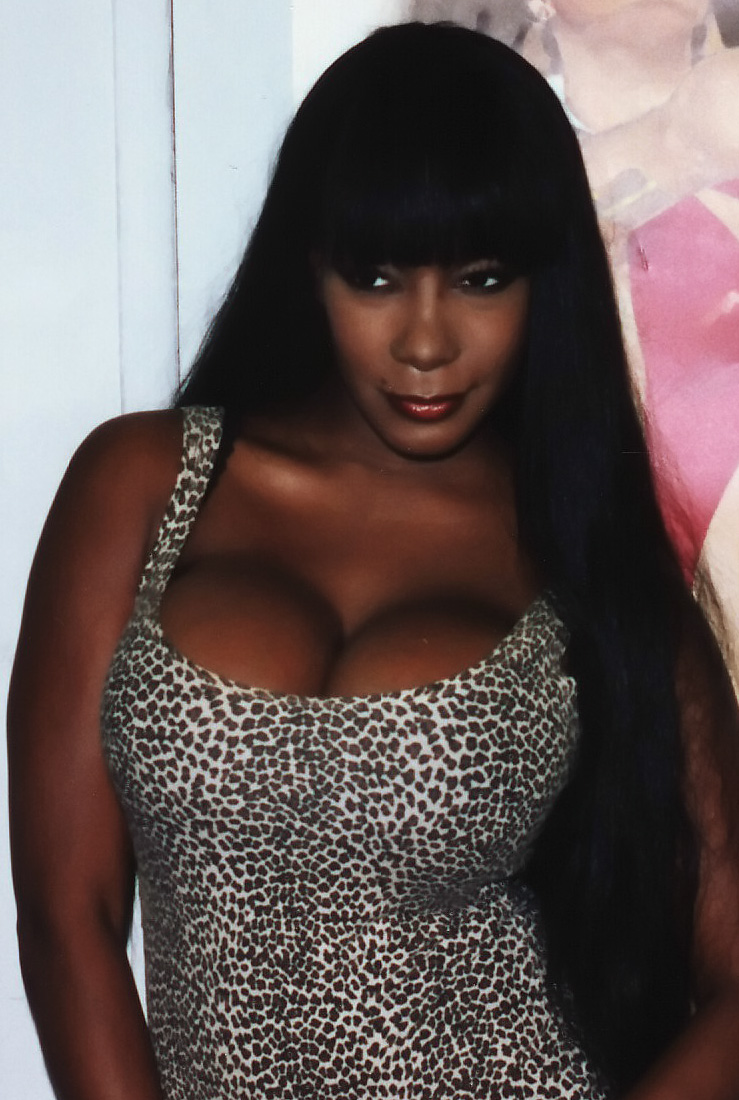
Simone im Jahr 1993

Dominique Simone (* 18. Juni 1971 als Deidre Morrow in Valdosta, Georgia; auch Domonique Simone) ist eine US-amerikanische Pornodarstellerin.

## Leben
Simones Vater wurde bei einem Autounfall vor ihrer Geburt getötet, ihre Mutter war an der Erziehung nicht beteiligt. Simone wurde von ihrer Großmutter in einem religiösen Baptisten-Haushalt großgezogen.
Mit 17 gewann Simone ein Stipendium am Fashion Institute of Design and Merchandising in Los Angeles. 1989 begann Simone Fotos für Hustler und Players zu machen.
Simone spielte in über 200 Produktionen während der 1990er Jahre mit. Ihre besondere Spezialität waren lesbische Szenen. Während ihrer aktiven Zeit unterzog sie sich einer Brustvergrößerung.
2007 wurde sie in die Hall of Fame des AVN Award aufgenommen.

## Auszeichnungen
- Mitglied der AVN Hall of Fame

## Filmografie (Auswahl)
- 1990: East L.A. Law
- 1990: Simply Irresistible
- 1991: Black Mariah
- 1991: Step To The Rear
- 1991: Wild Thing
- 1992: Black Velvet
- 1992: Deep Cheeks 3
- 1992: One Million Years DD
- 1993: Psychic
- 1993: Wild Buck
- 1994: Black Butt Jungle
- 1994: Harlots From Hooterville
- 1994: Passion
- 1995: Black Beach
- 1995: Ebony Princess
- 1996: Backdoor Play
- 1998: Submission
- 1999: Solveig’s Way 2
- 2000: Black Velvet 5